# يوهان برنولي الثالث
يوهان برنولي الثالث (بالإنجليزية: Johann III Bernoulli)‏ (و. 1744 – 1807 م) هو رياضياتي، وعالم فلك من سويسرا . ولد في باسل. وكان عضواً في الأكاديمية الملكية السويدية للعلوم، والأكاديمية الروسية للعلوم، والأكاديمية البروسية للعلوم .
توفي في برلين، عن عمر يناهز 63 عاماً.

## مناصب وهيئات
أدار الأكاديمية البروسية للعلوم.